# Osiek (Wieruszów)
Pour les articles homonymes, voir Osiek.
Osiek est une localité polonaise de la gmina de Galewice, située dans le powiat de Wieruszów en voïvodie de Łódź.